# 口音

調音方法

気流の妨害度

阻害音
破裂音
破擦音
摩擦音
共鳴音
ふるえ音
はじき音
接近音

気流の通路
中線音
側面音
口蓋帆の状態
口音
口鼻音
鼻音
気流機構
肺臓気流
吸気音
呼気音

非肺臓気流
放出音
入破音
吸着音

▶ 調音部位

口音（こうおん）とは、音声学の術語で、口蓋帆が上がって鼻腔への息の通り道（声道）を塞ぎ、呼気が鼻腔に抜けることなく、もっぱら口腔内で調音が行われる音をいう。口腔音ともいう。広義には口腔と鼻腔の両方の声道を開放する鼻音化された口音も含み、口音の概念は口腔を通る声道を塞ぎ、呼気が専ら鼻腔に抜けて調音される鼻音と対立する。
口腔を通る声道を塞いで開放しない鼻音を無破裂鼻音、塞いだ後に開放する鼻音を破裂鼻音と呼ぶことがあるが、この場合、通常の破裂音と破裂鼻音の違いは、呼気が鼻腔に抜けるか抜けないかの違いなので、通常の破裂音のことを特に破裂口音と呼ぶことがある。

## 参照
- 調音方法